# Ifeoma Iheanacho
Ifeoma Iheanacho (sinh ngày 2 tháng 1 năm 1988) là một nữ đô vật đến từ Nigeria.